# Pangrapta recusans
Pangrapta recusans là một loài bướm đêm trong họ Erebidae.